# Cornelius Rogge (Bildhauer)
Cornelius Rogge (* 21. Dezember 1932 in Amsterdam; † 17. Januar 2023 in Eerbeek) war ein niederländischer Bildhauer.

## Leben und Wirken
Cornelius Rogge wuchs in einer theosophischen Familie auf, und die Theosophie dominiert immer noch seine Ansichten über Leben und Tod.
Rogges eigener Hintergrund ist nicht nur theosophisch, sondern auch ostasiatisch. Seine Jugend war geprägt von Geschichten über das Leben im ehemaligen Niederländisch-Indien. In diesen beiden Komponenten konnte man die Grundlage für seinen ungewöhnlich barocken Formsinn und seinen Mangel an Mystik und Mystifizierung finden. Der Drang, das Transzendentale zu visualisieren, führt zu all seinem Denken und Schaffen. In seiner Arbeit steht Rogge in einem Widerspruch zur niederländischen Skulptur seiner eigenen Generation, die größtenteils aus eher strengen calvinistischen Traditionen stammt. Er bleibt ein introvertierter Einzelgänger.
Es gibt keine Verbindung zwischen Rogges Werk und der niederländischen Kunstszene im Allgemeinen oder der internationalen Welt der modernen Skulptur. Trotzdem erkennt man bei Rogge eine gewisse Präferenz für die Arbeit von Eduardo Paolozzi und Daniel Spoerri an. Paolozzis Absurdität und seine Wittgensteinsche Denkweise sprechen ihn an, und in den späten sechziger Jahren gab es einen Moment direkter Affinität in der Verwendung weich gebogener Formen, die aus verchromtem Stahl ausgeführt waren.
Jedes Werk von Rogge ist eine „Skulpturenfalle“. Jedes hat seine Mehrdeutigkeit, seine „doppelte Bedeutung“: die Falle der Metaphysik. Rogges Windows und Grotto's erinnern manchmal an das Teatrin, das Lucio Fontana zwischen 1964 und 1966 hergestellt hat. Auf diesem Weg kann man auch zur italienischen Pittura Metafisica zurückkehren, wo das Objekt Leben in Bewegung ist und zugleich eine magische Offenbarung. Obwohl seine Absichten ganz anders sind, zeigt Rogges Verwendung weicher Objekte ohne Rückgrat auch eine formale Beziehung zur Arbeit von Claes Oldenburg. Rogge fühlt sich als einer dieser Künstler, die eine individuelle Mythologie repräsentieren. Er erwähnt in diesem Zusammenhang die Documenta von 1972 und verweist auf Paul Thek und Panamarenko, aber auch auf die fremde Welt von Adolf Wölfli.
Im Skulpturengarten des Kröller-Müller Museums stehen Rogges Zelte. Diese sechs braunen Objekte sind keine gewöhnlichen Zelte. Einige haben die Form einer Pyramide oder eines Kegelstumpfs, andere erinnern an ein Wigwam, einen Dolmen oder ein pyramidenförmiges Tempelgebäude mit Terrassen. Was am meisten zu ihrem ungewöhnlichen Aussehen beiträgt, ist, dass keines der Zelte einen Eingang hat; so bleibt das Innere ein Geheimnis.

## Skulpturen

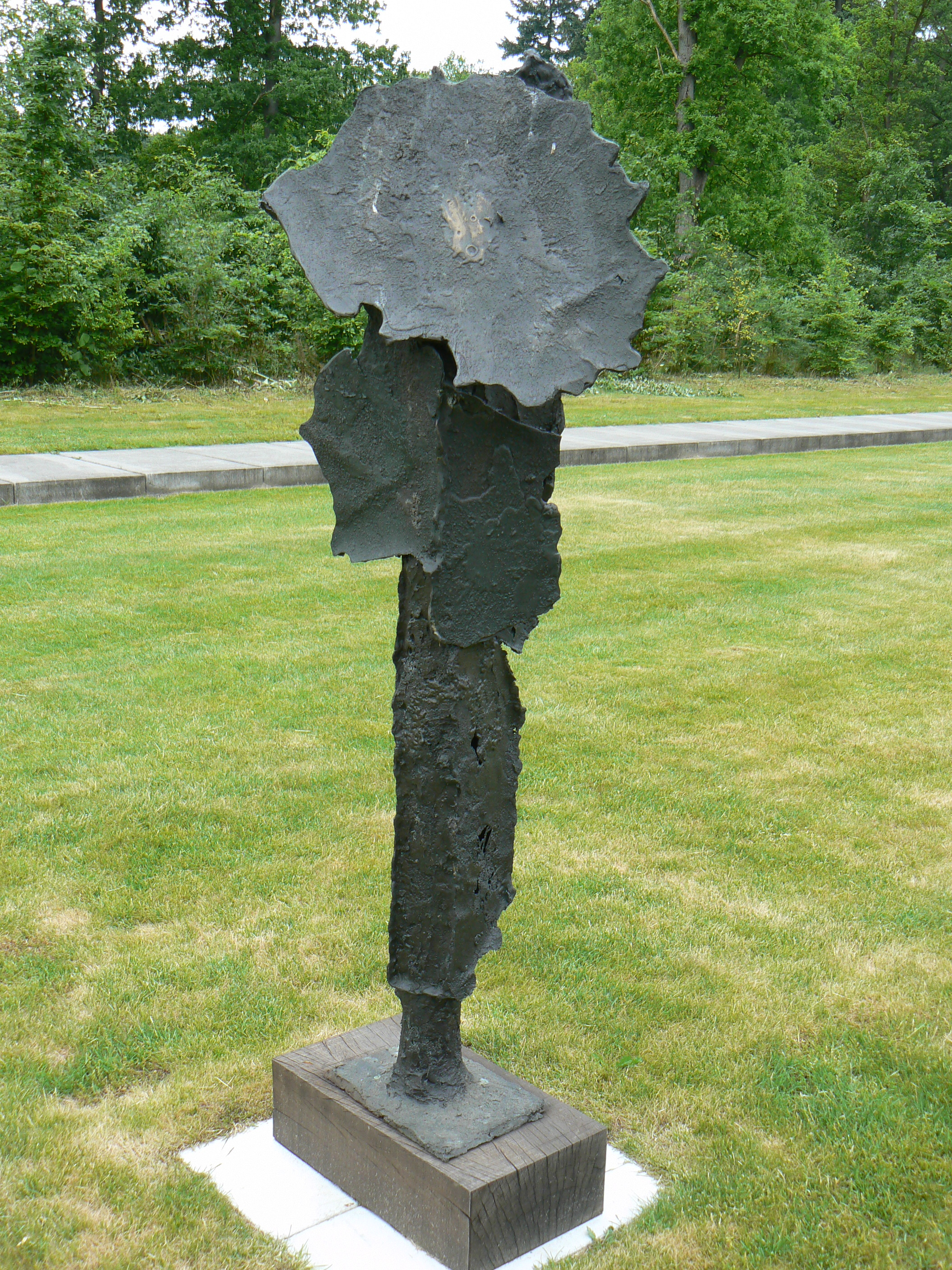
Abdruck des Universums (1965)
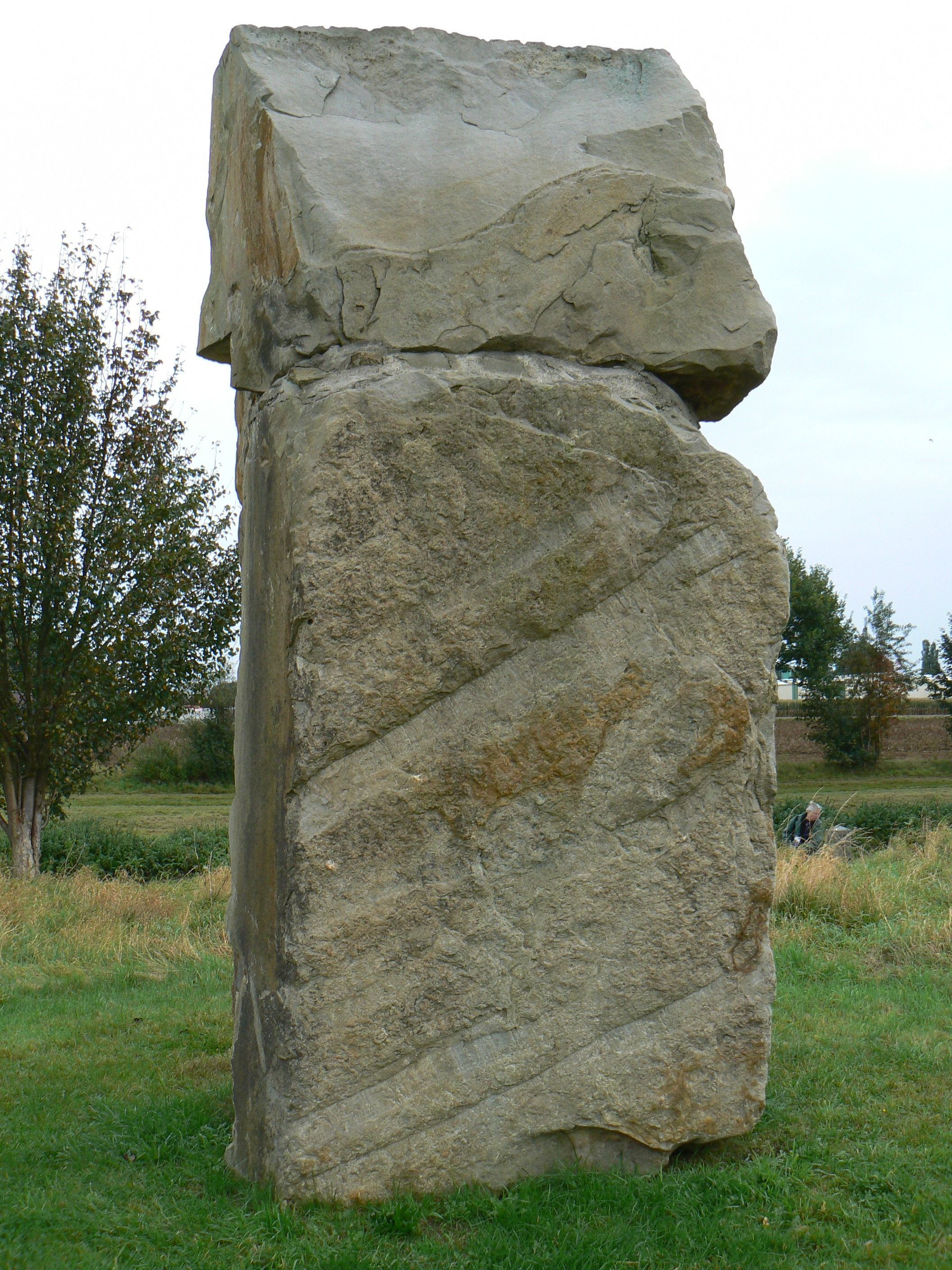
Säule (1988)
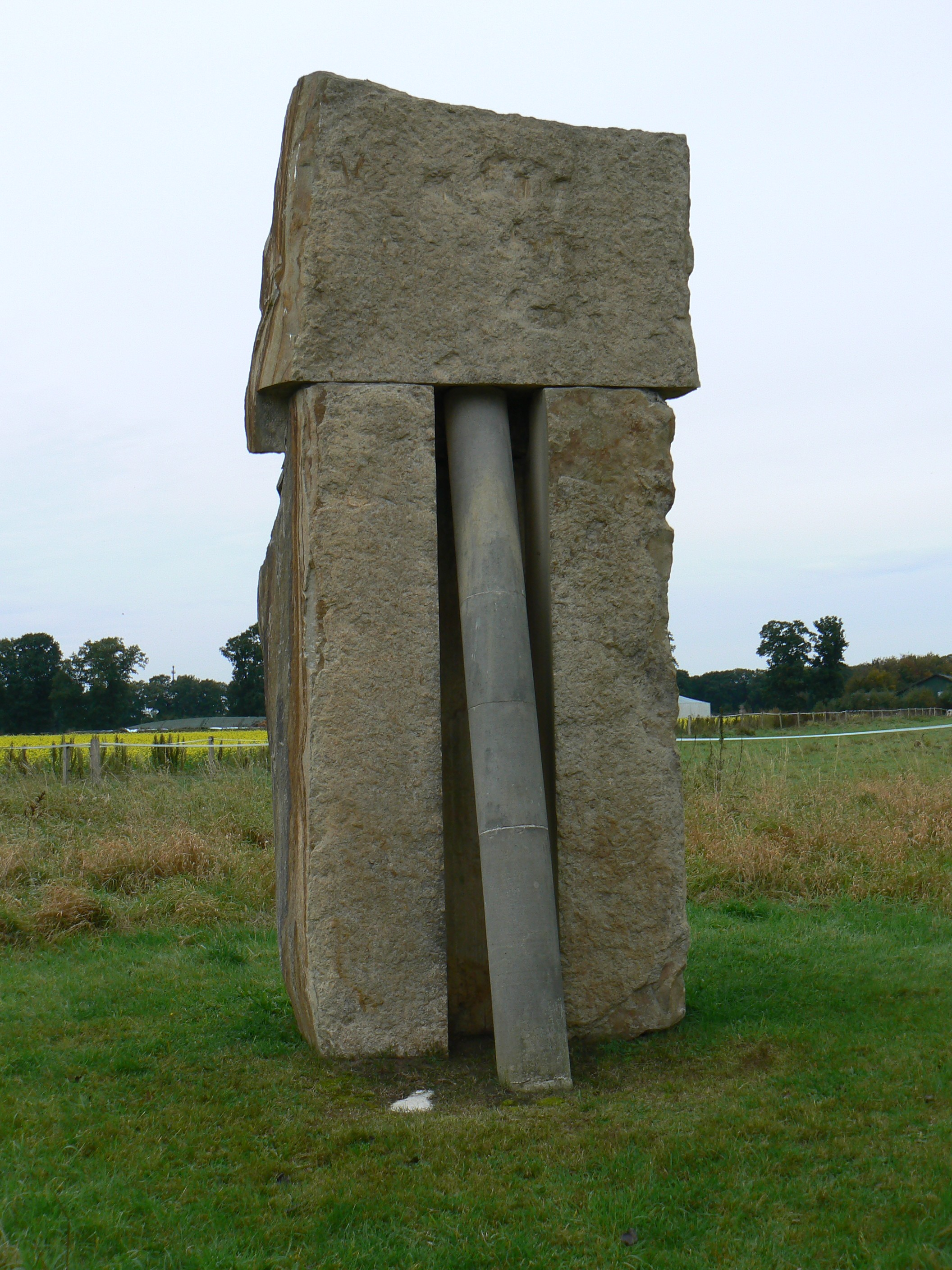
In Frenswegen
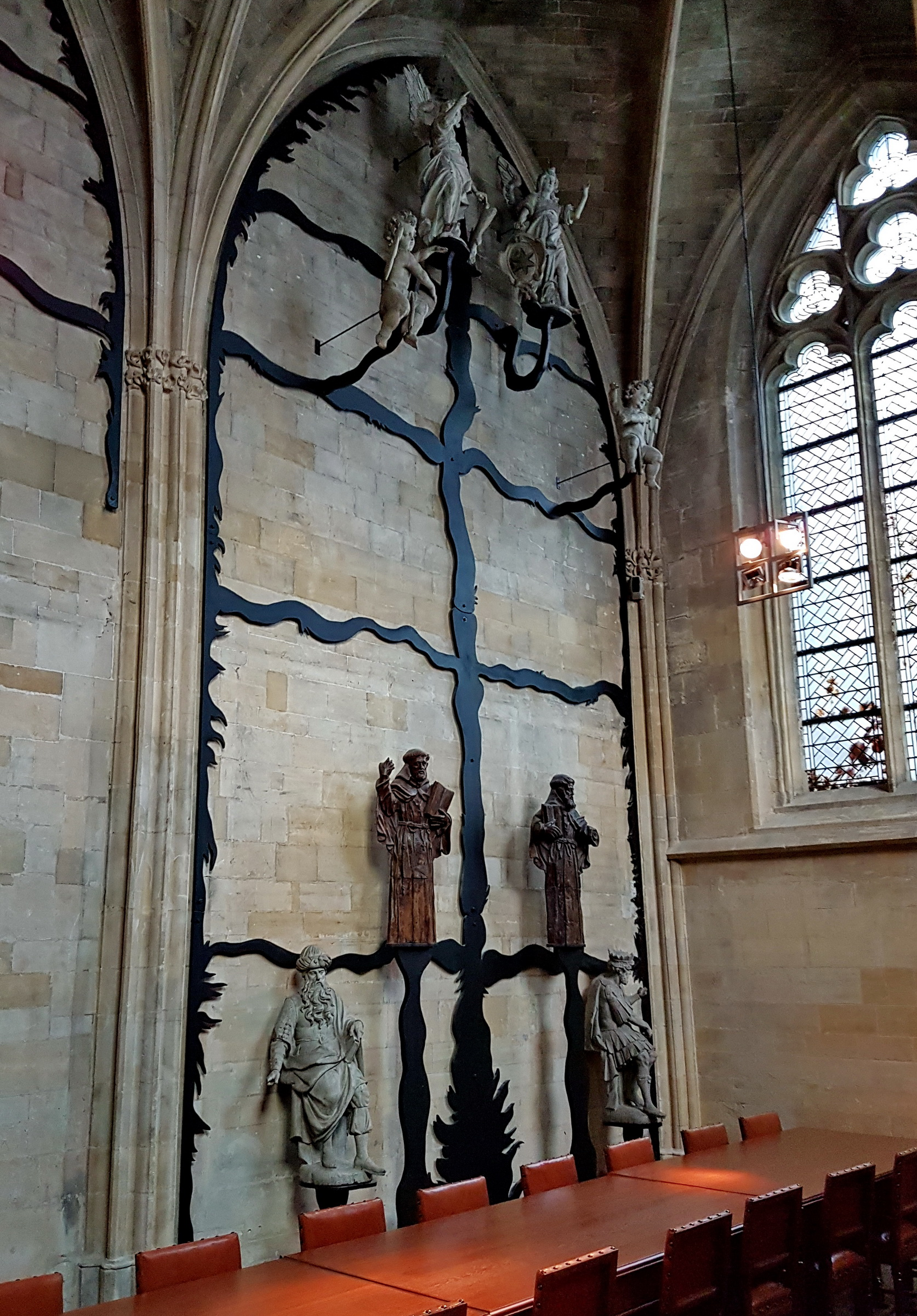
Neugestaltung
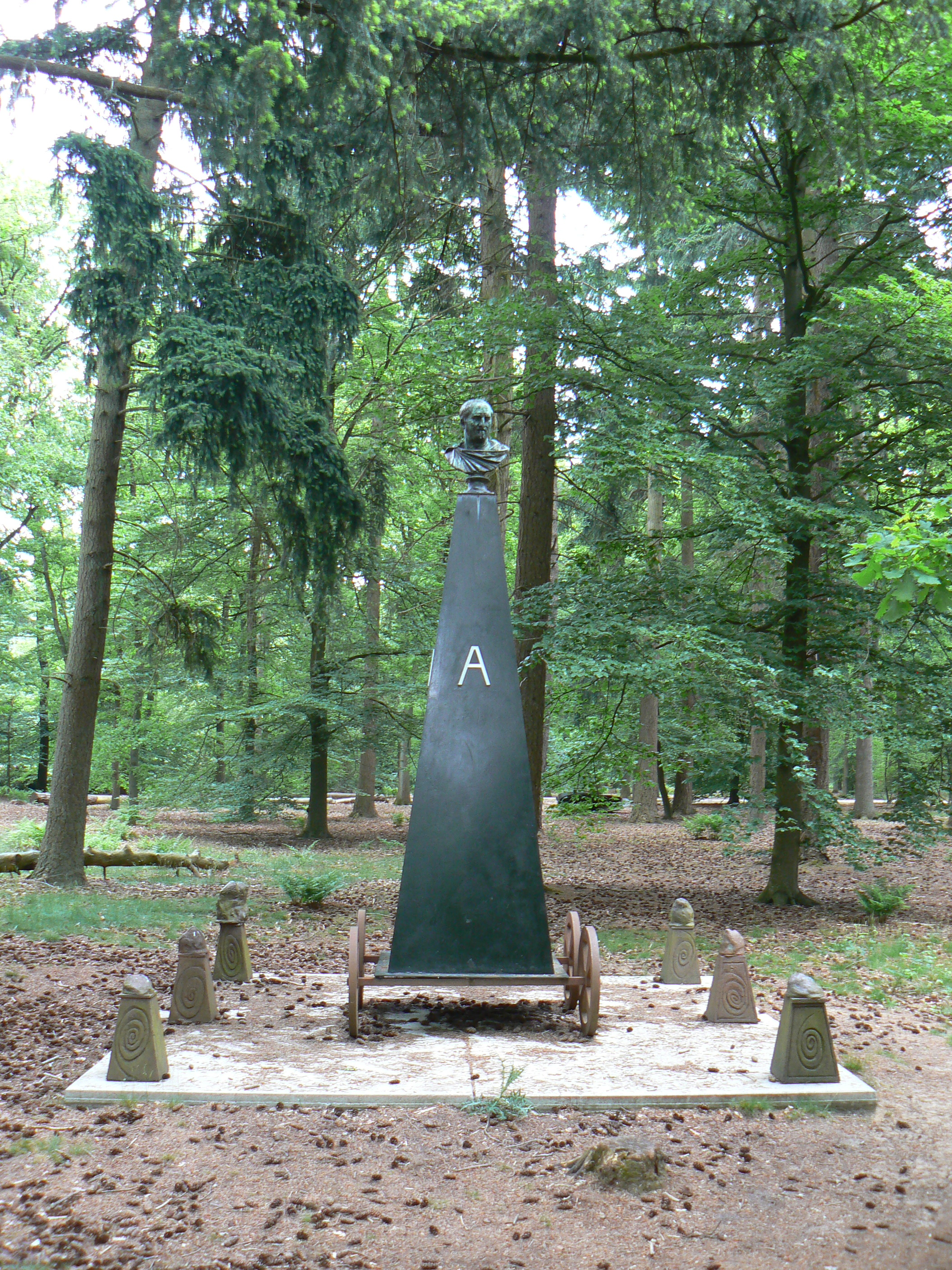
Cicero (2000)
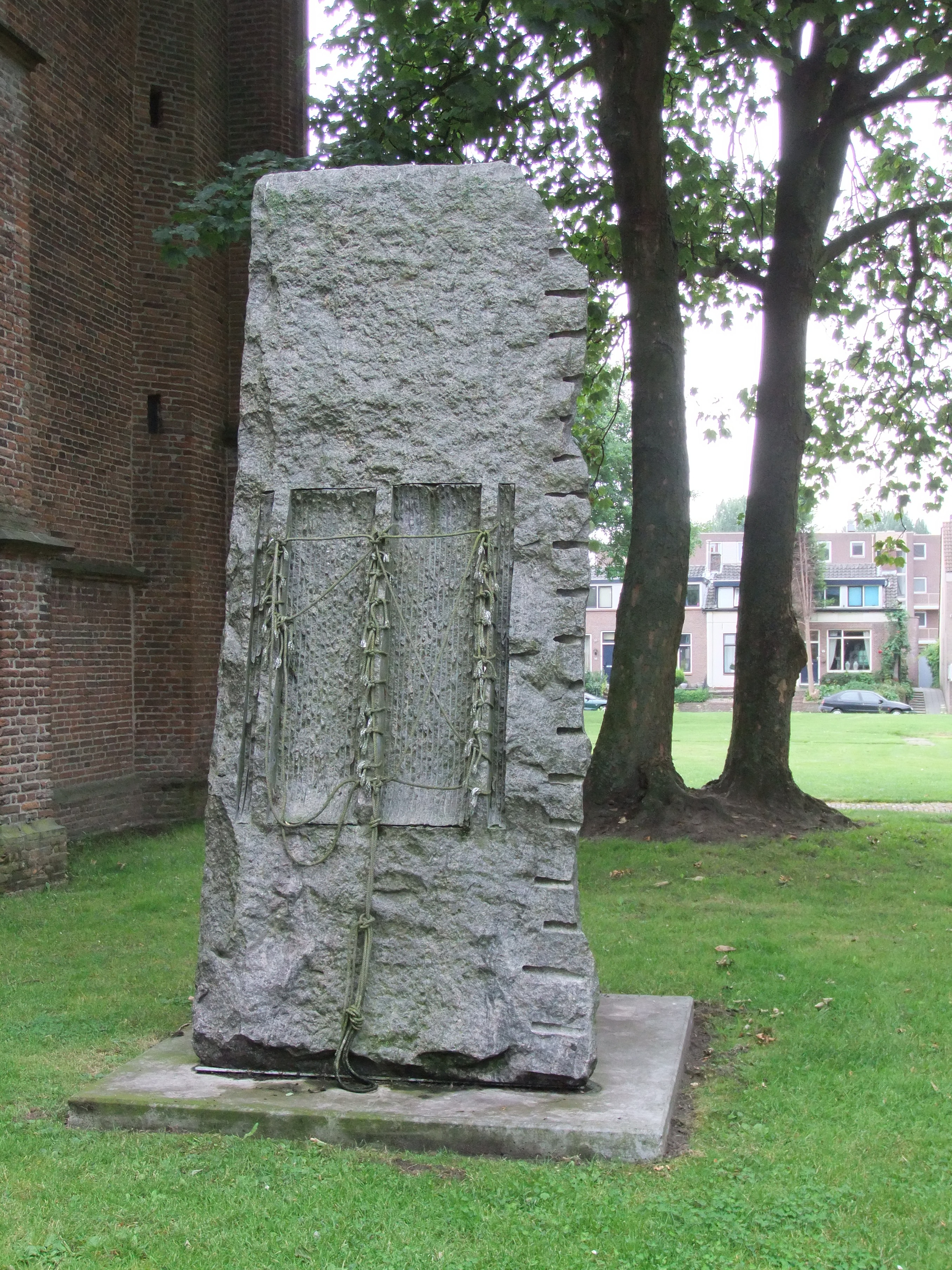
In Tiel